# Sooronbaj Dżeenbekow
Sooronbaj Szaripowicz Dżeenbekow, kirg. Сооронбай Шарипович Жээнбеков; (ur. 16 listopada 1958 w Karakułdży w obwodzie oszyńskim) – kirgiski polityk, premier Kirgistanu od 13 kwietnia 2016 do 22 sierpnia 2017, prezydent Kirgistanu od 24 listopada 2017 do 15 października 2020.

## Życiorys
Z wykształcenia zootechnik, sprawował urząd ministra rolnictwa, zasobów wodnych i przemysłu przetwórczego w rządzie Ałmazbeka Atambajewa od kwietnia do listopada 2007, gubernatora obwodu oszyńskiego w latach 2010–2012 oraz przedstawiciela rządowego w obwodzie oszyńskim w latach 2012–2015.
17 maja 2017 został nominowany przez rządzącą Socjaldemokratyczną Partię Kirgistanu do startu z jej ramienia w zaplanowanych na jesień wyborach prezydenckich. Na XVI zjeździe partii został oficjalnie wybrany kandydatem, a 15 lipca 2017 roku jego kandydatura została zarejestrowana przez Centralną Komisję Wyborczą. Ostatecznie zdobył w nich 925 361	głosów, co dało mu zwycięstwo już w pierwszej turze.
8 sierpnia został oskarżony przez pełnomocników wyborczych Temira Sarijewa oraz Rity Karasartowej o prowadzenie agitacji wyborczej mimo tego, że kampania wyborcza jeszcze nie rozpoczęła się – zabrania tego kirgiski Kodeks Wyborczy. Miał on wzywać ministrów ze swojego rządu, gubernatorów, merów miast oraz innych urzędników do sztabu wyborczego SDPK i namawiać ich do popierania jego startu oraz zbierania podpisów poparcia pod jego kandydaturą. 13 sierpnia CKW uznała te oskarżenia za bezpodstawne.
Zgodnie z kirgiskim prawem zabronione jest zajmowanie stanowiska premiera oraz startowanie w wyborach prezydenckich. W związku z tym 21 sierpnia złożył na ręce prezydenta swoją dymisję, który tego samego dnia ją przyjął. Na ten  sam dzień zwołane zostało nadzwyczajne posiedzenie Rady Najwyższej, na którym Sooronbaj podsumował 1,5 roku swoich rządów. W następnym dniu prezydent podpisał dokument rozwiązujący obecny rząd oraz polecił liderom koalicji rządzącej jak najszybszy wybór następcy. Wystosował również pismo do toragi Żogorku Kenesz o zwołanie nadzwyczajnej sesji parlamentu na 25 sierpnia. 24 sierpnia Socjaldemokratyczna Partia Kirgistanu obradowała nad składem nowego rządu oraz zapoznała się z programem Sapara Isakowa – kandydata na stanowisko premiera, który kolejnego dnia 97 głosami został wybrany premierem.
W następstwie wygranych wyborów prezydenckich, 24 listopada 2017 w Biszkeku odbyła się uroczysta inauguracja, podczas której Sooronbaj Dżeenbekow objął urząd prezydenta Kirgistanu. Na fali protestów społecznych po wyborach w 2020 roku 15 października zrezygnował z urzędu.